# Compact Modular Architecture
Compact Modular Architecture (CMA) — автомобильная платформа, выпускаемая компанией Geely Automobile с 2017 года.
Разработка платформы началась в 2013 году. Зафиксировано расстояние между центром передних колёс и блоком педалей.
Платформа дебютировала в сентябре 2017 года, когда был представлен Volvo XC40.

## Продукция
- Geely Boyue L (FX11) (2022 — настоящее время)
- Geely Galaxy L6 (2023 — настоящее время)
- Geely Galaxy L7 (2023 — настоящее время)
- Geely Xingyue/Tugella (2019 — настоящее время)
- Geely Xingrui (FS11) (2020 — настоящее время)
- Geely Xingyue L/Monjaro (KX11) (2021 — настоящее время)
- Lynk & Co 01 (CX11) (2017 — настоящее время)[7][8]
- Lynk & Co 02 (CC11) (2018 — настоящее время)
- Lynk & Co 03 (CS11) (2018 — настоящее время)[9][10]
- Lynk & Co 05 (2019 — настоящее время)
- Lynk & Co 07 (2024 — настоящее время)
- Lynk & Co 08 (2023 — настоящее время)
- Polestar 2 (2020 — настоящее время)[11]
- Volvo XC40 (V316) (2017 — настоящее время)[12]
- Renault Grand Koleos (2024 — настоящее время)
- Volvo XC70 (2025 — настоящее время)[13][14][15]

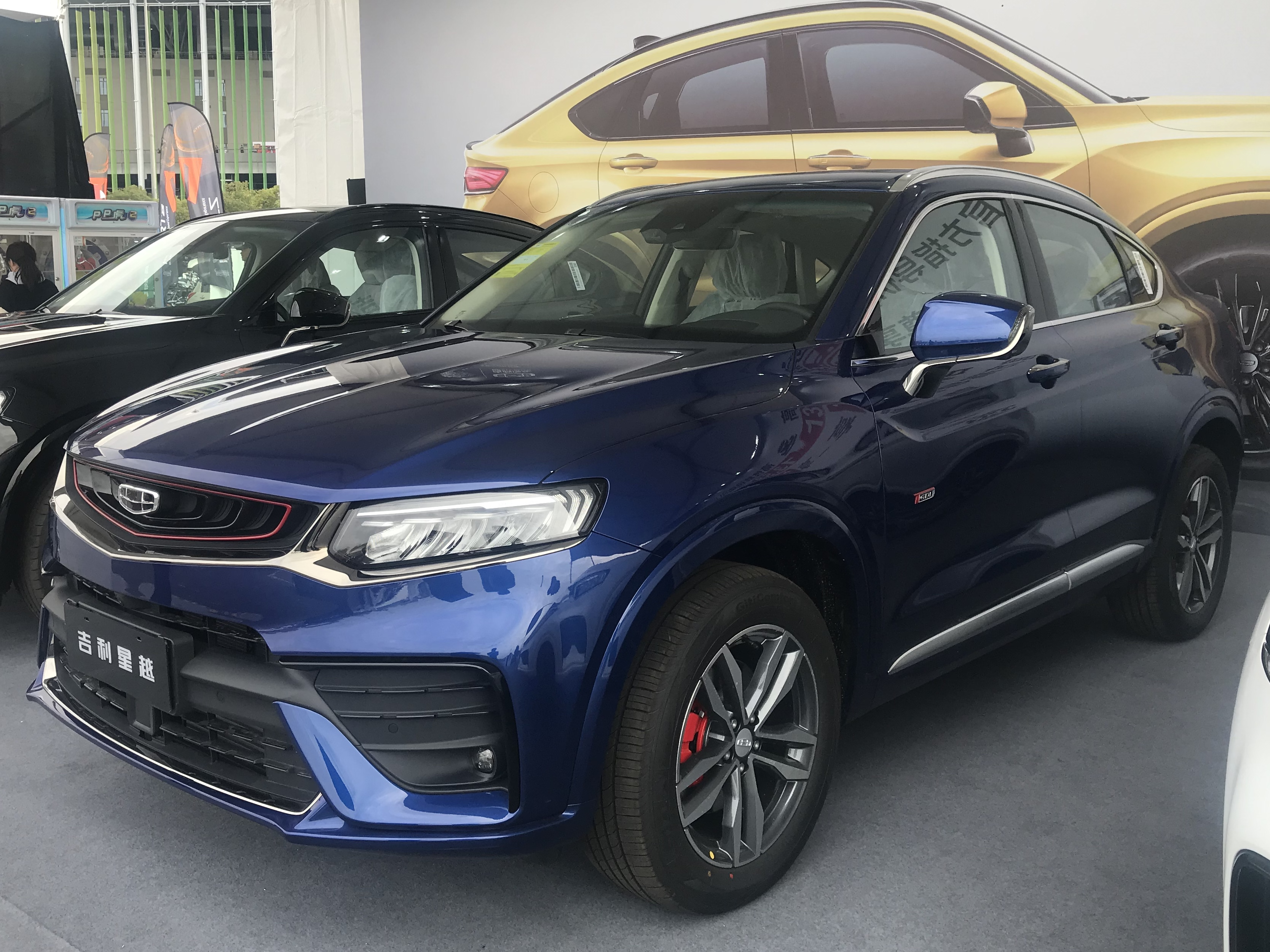
Geely Xingyue
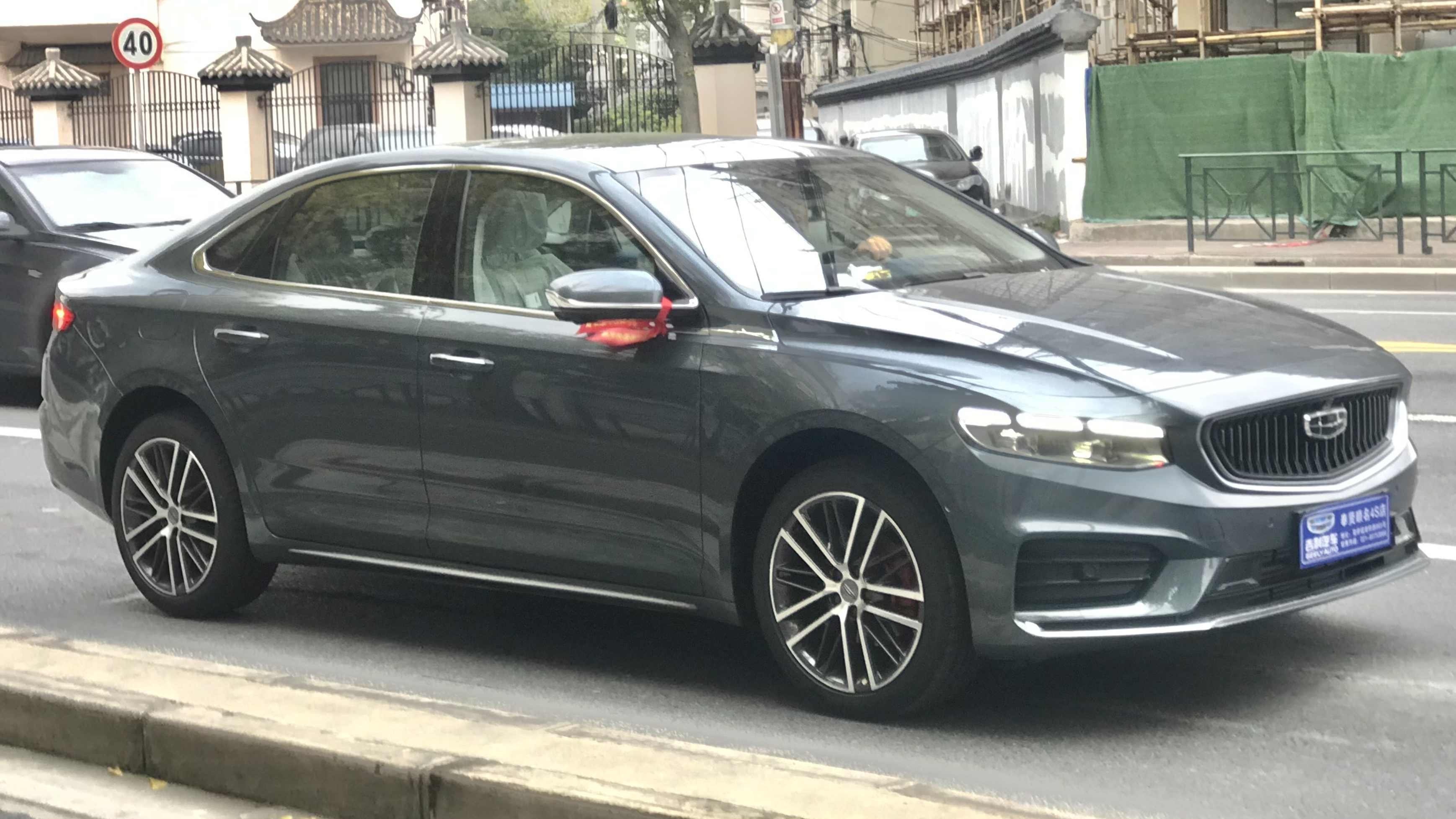
Geely Xingrui
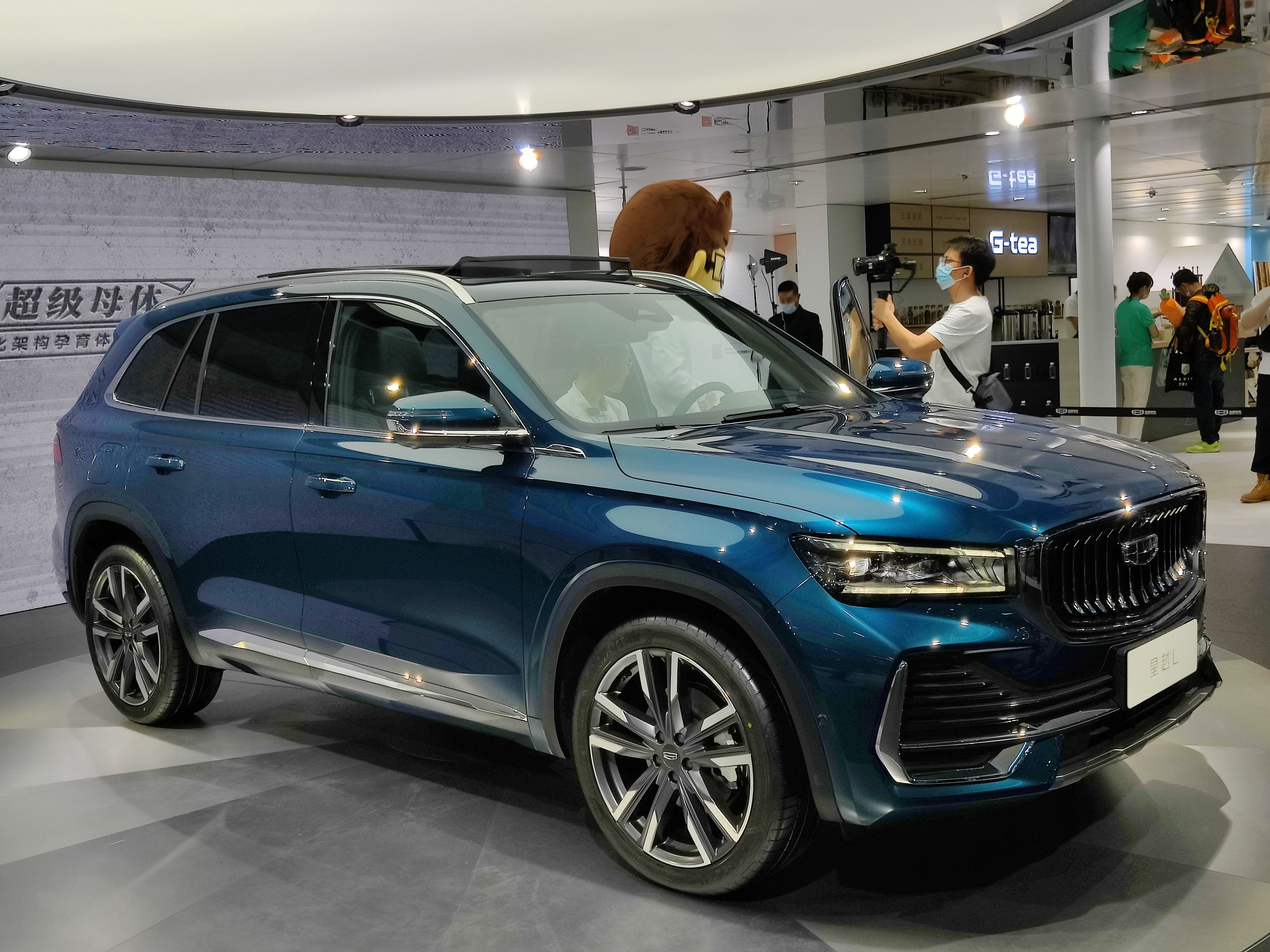
Geely Xingyue L
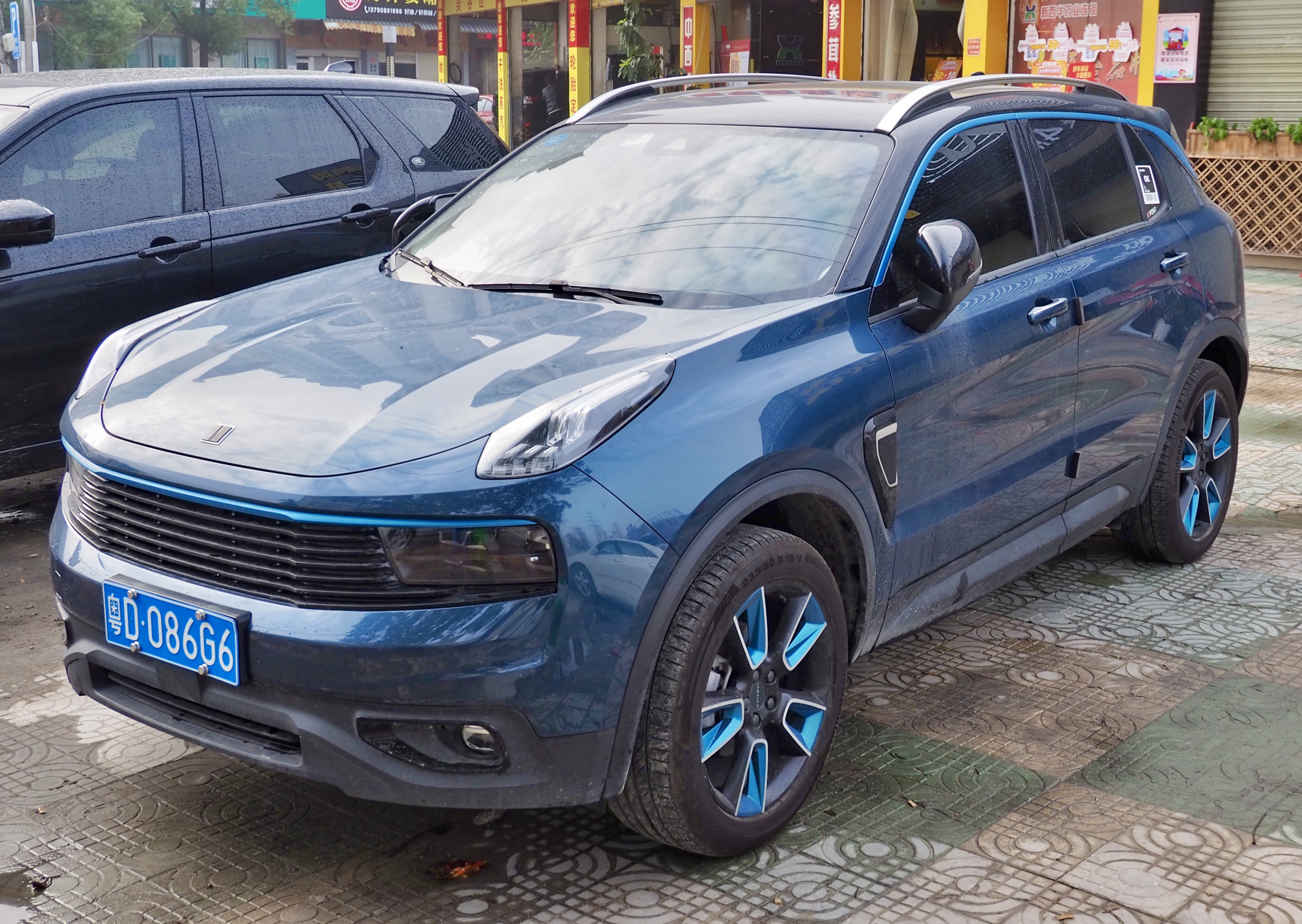
Lynk & Co 01
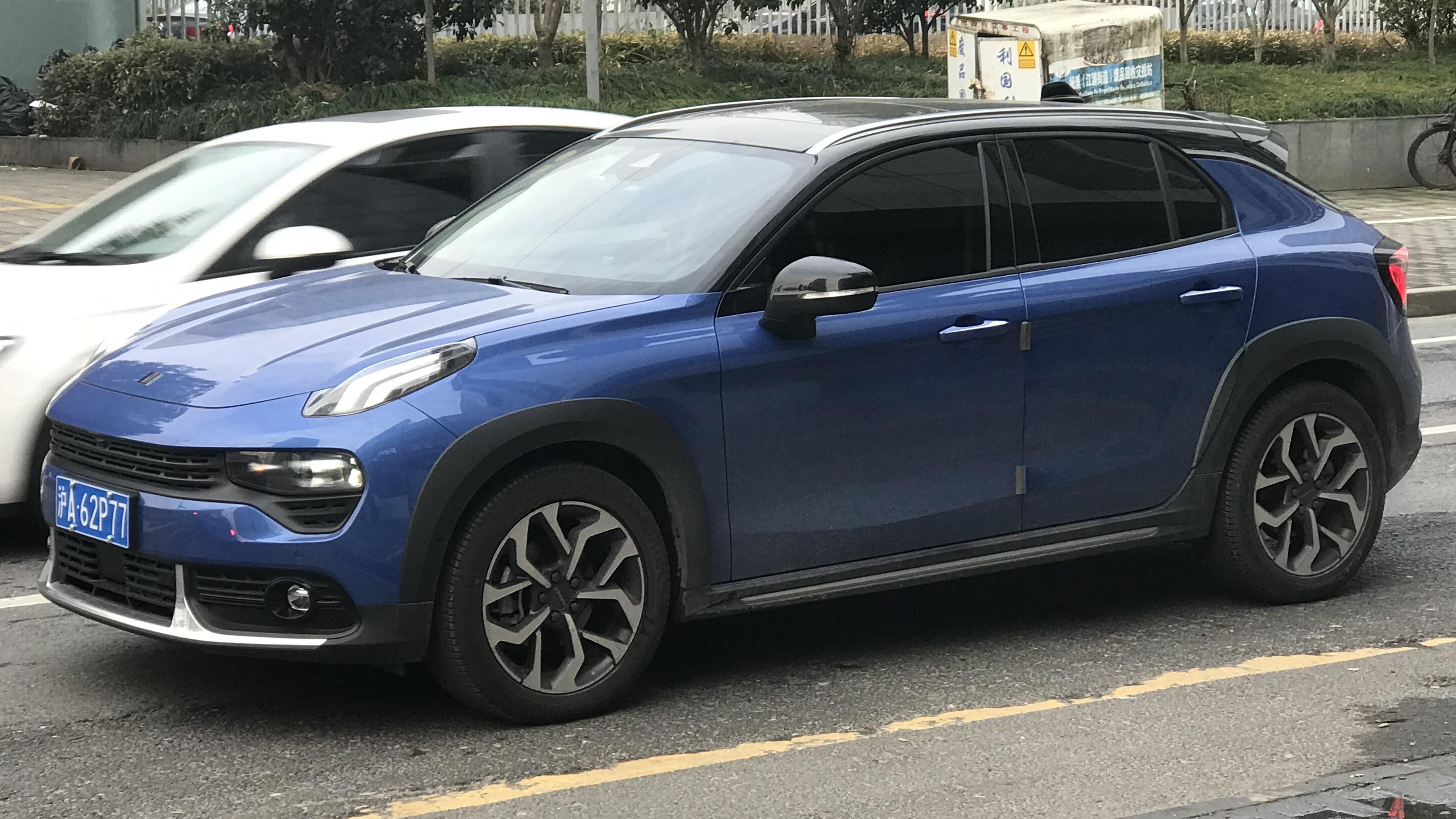
Lynk & Co 02
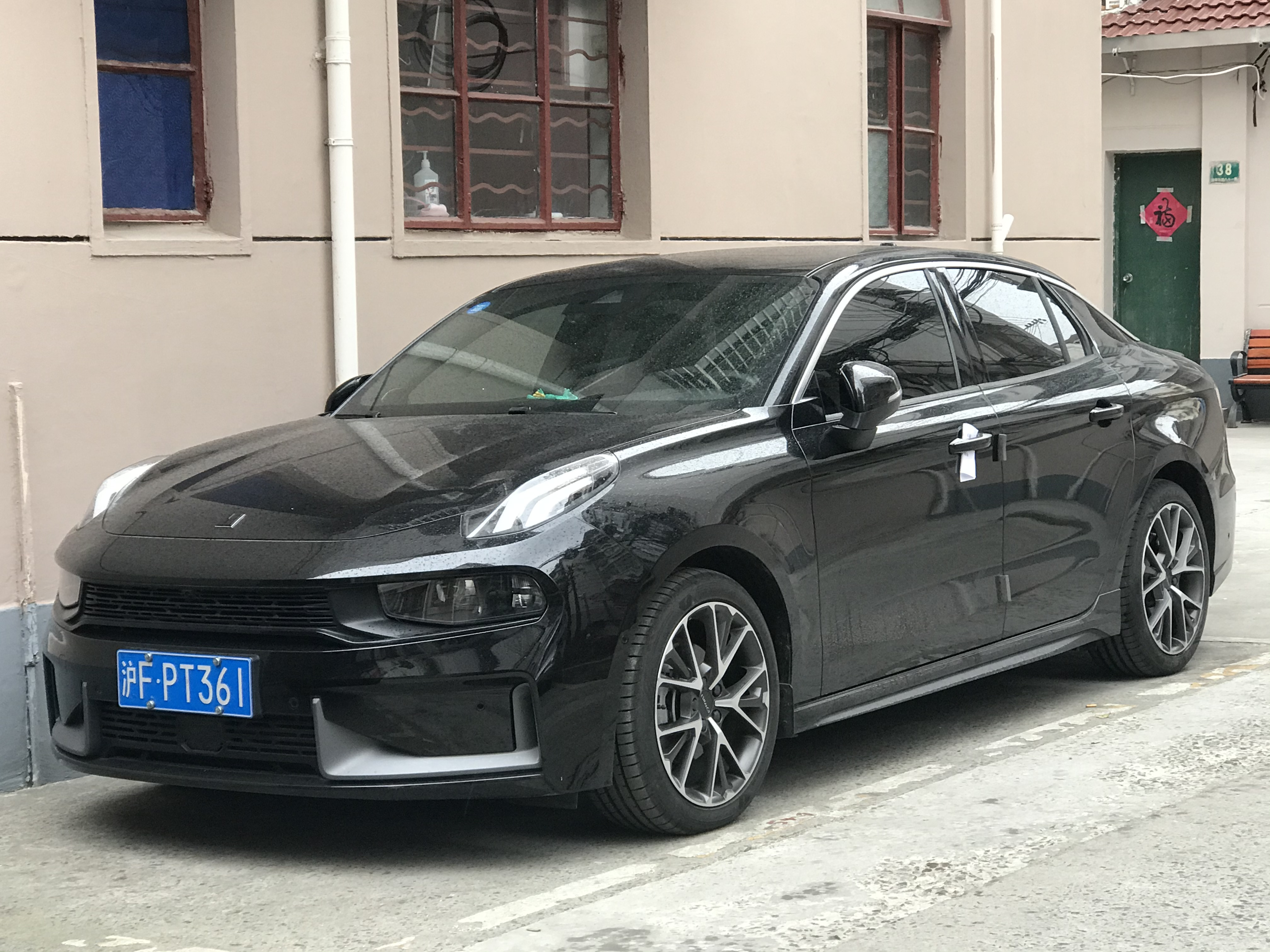
Lynk & Co 03
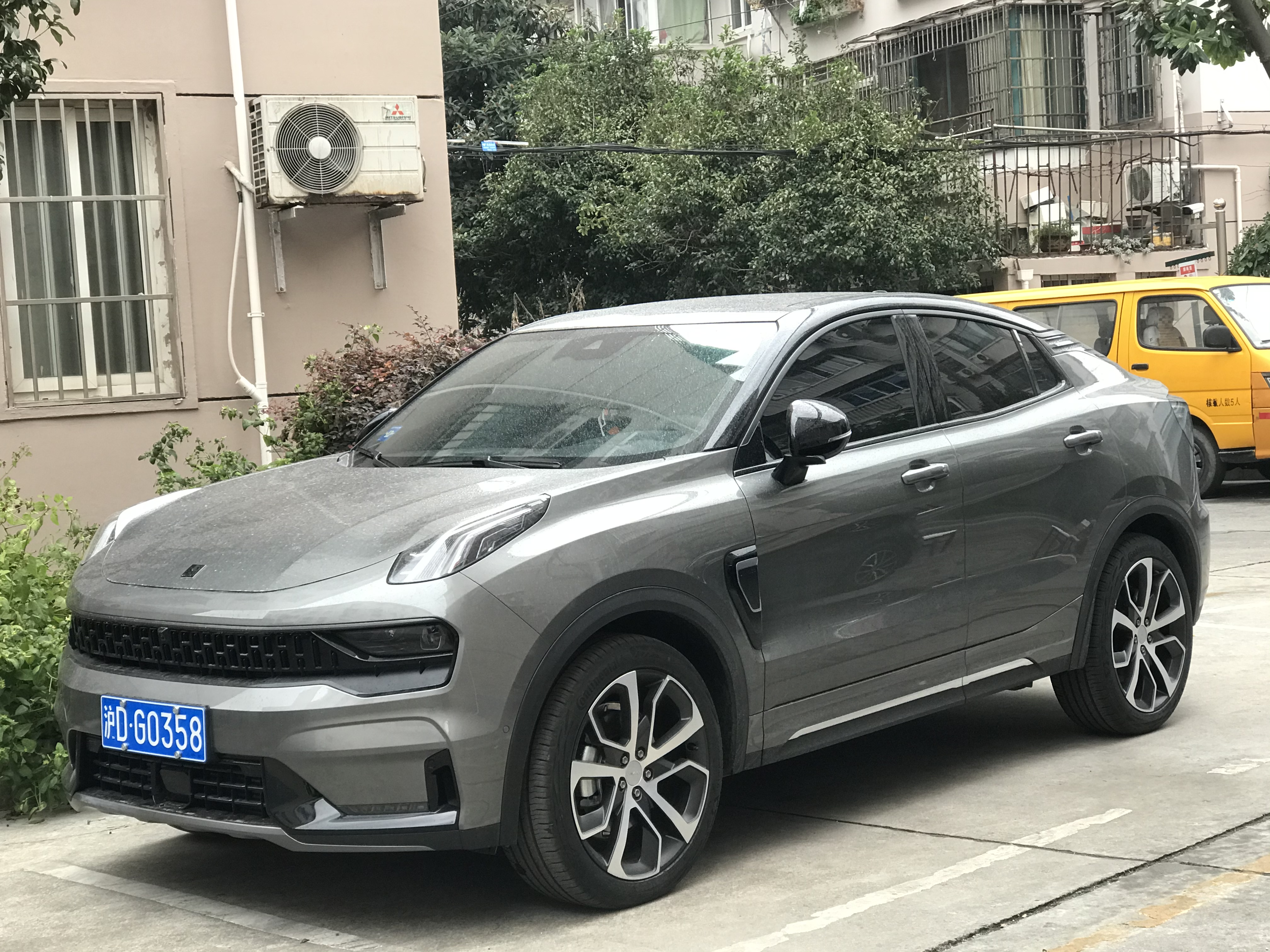
Lynk & Co 05
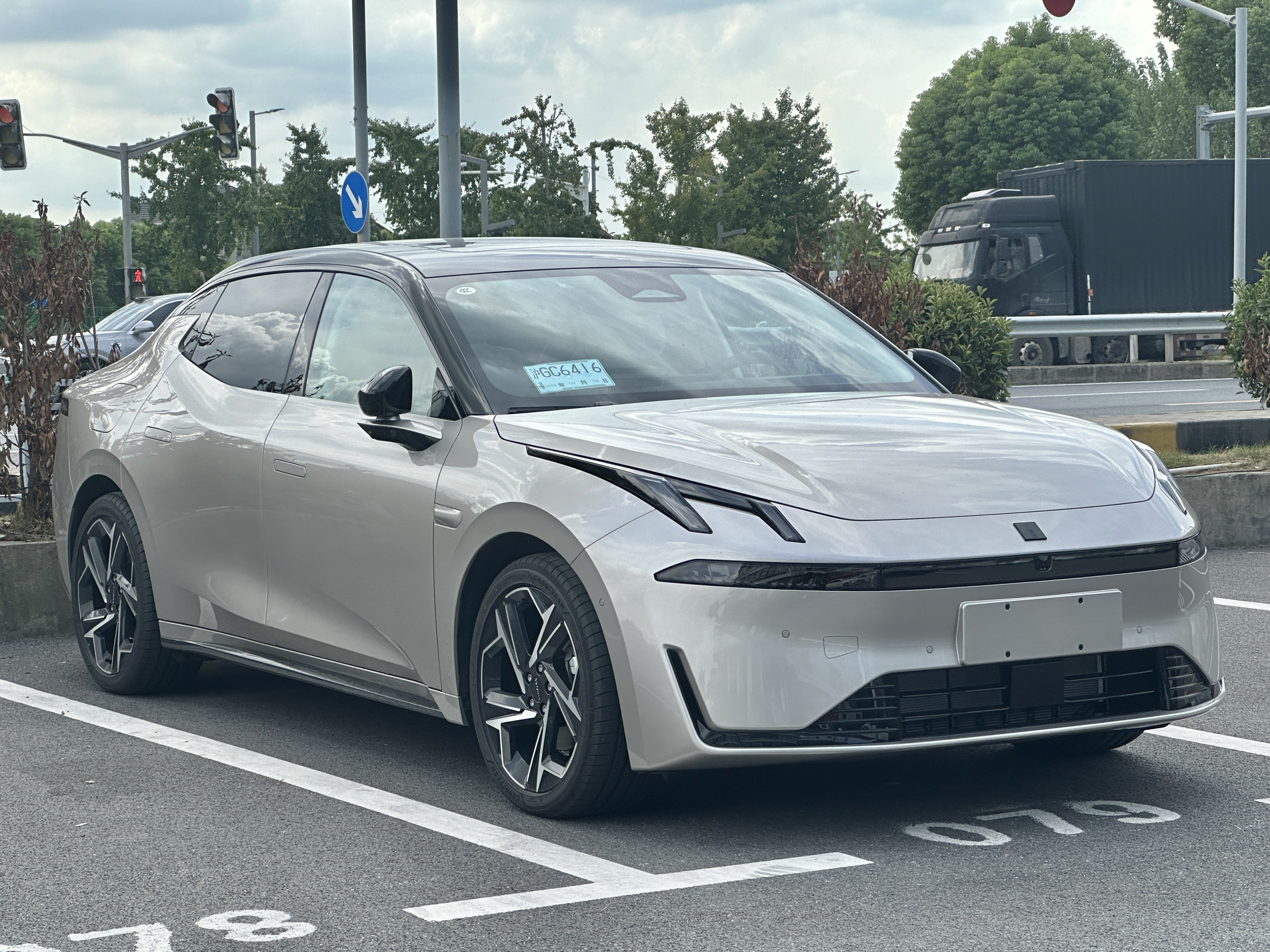
Lynk & Co 07
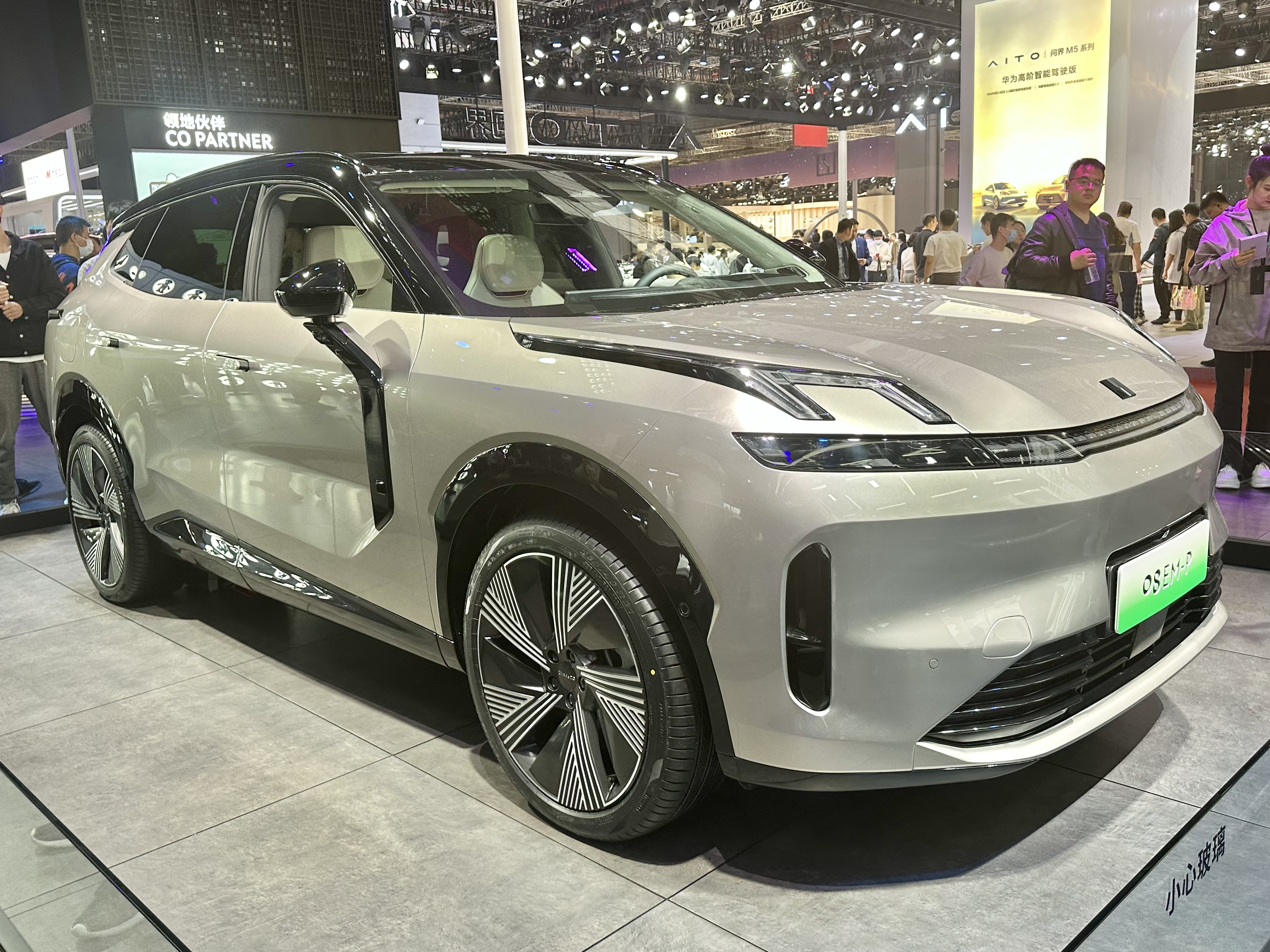
Lynk & Co 08
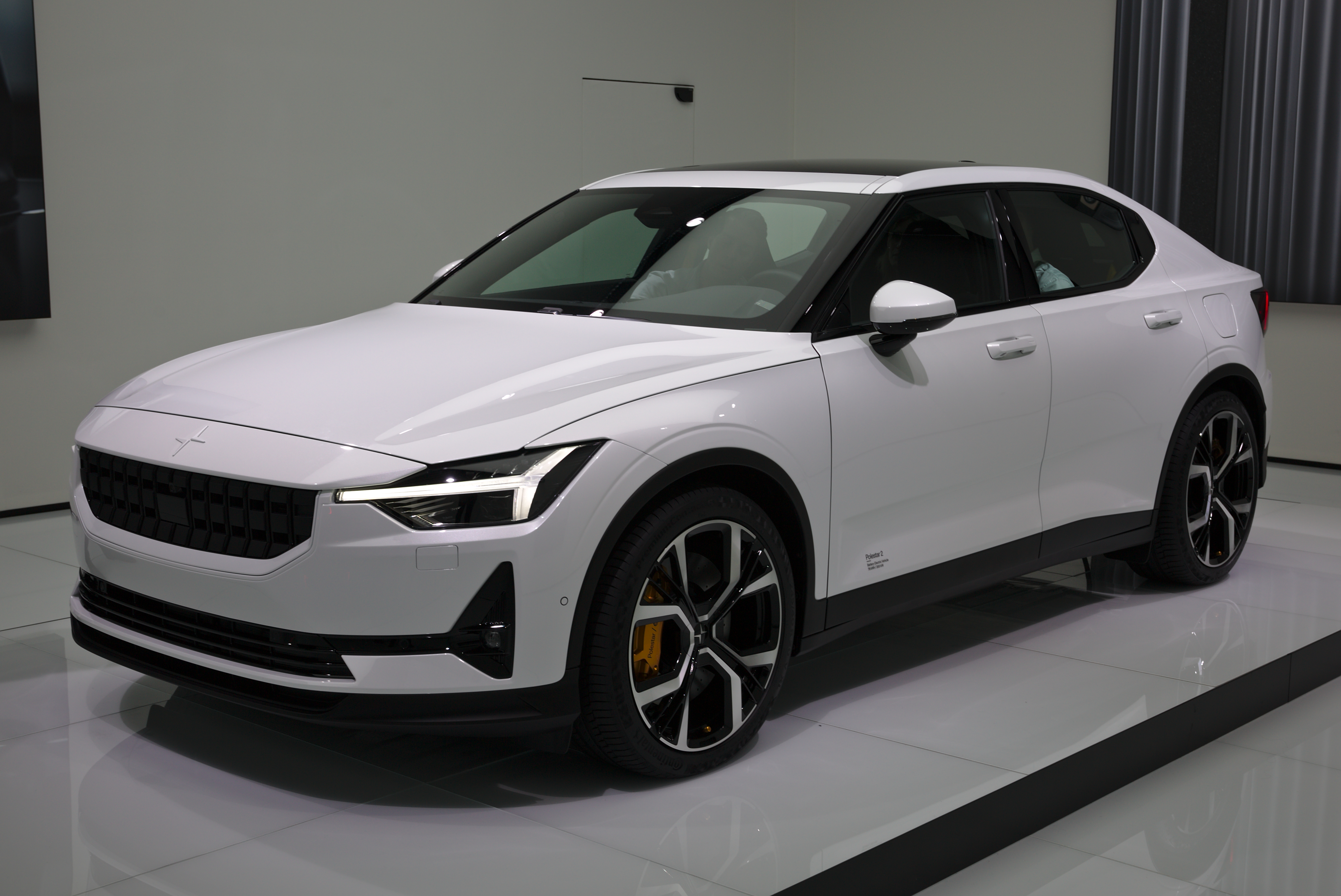
Polestar 2
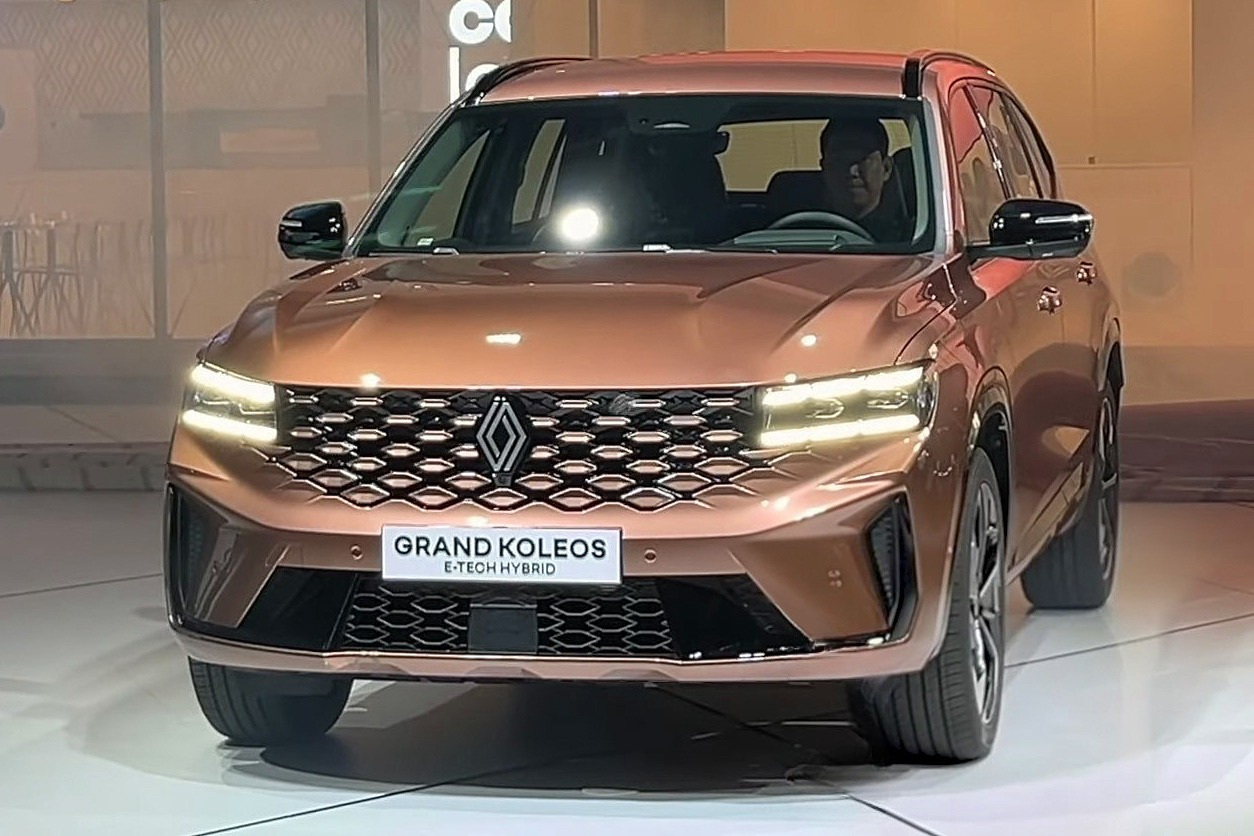
Renault Grand Koleos
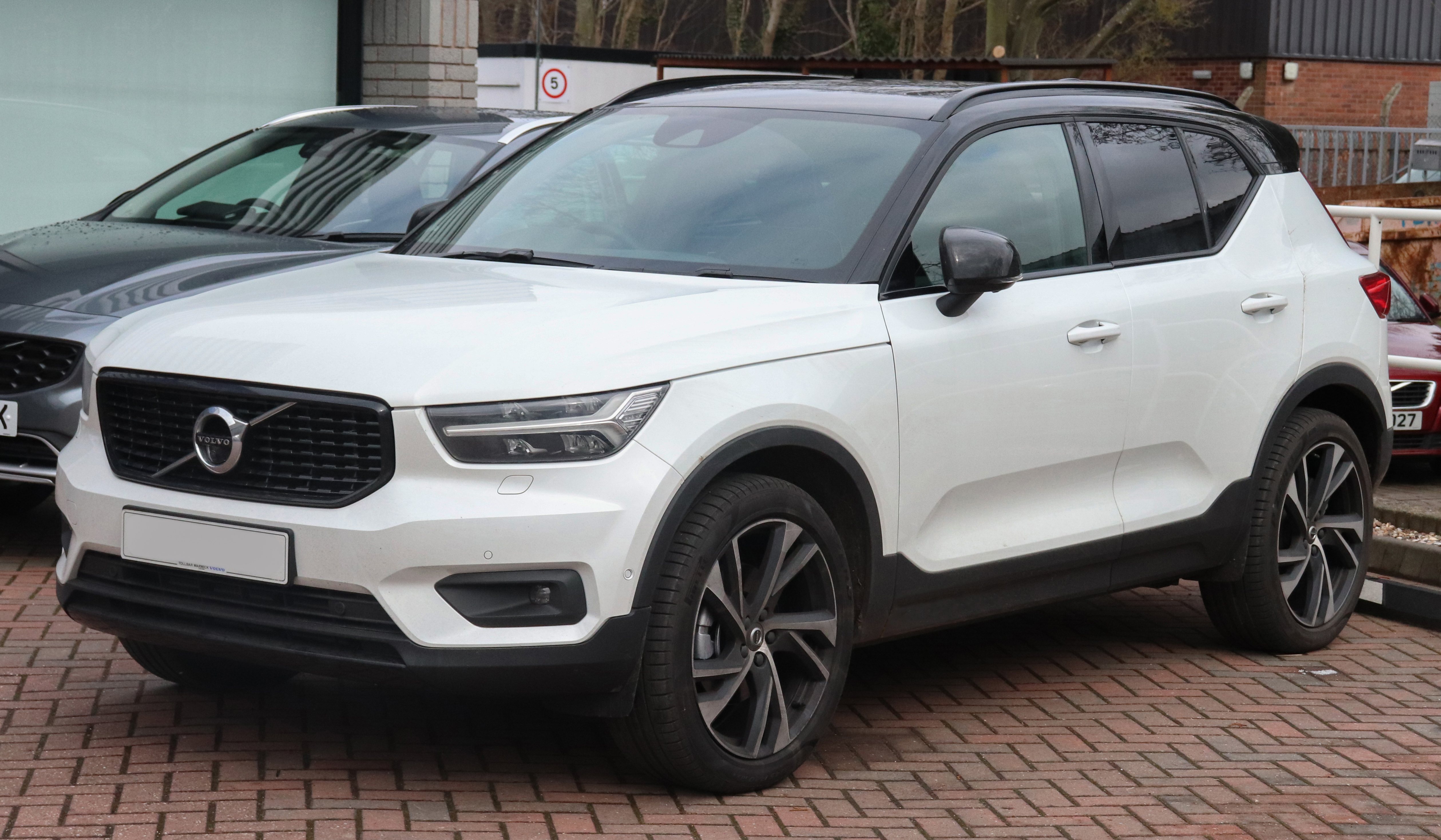
Volvo XC40
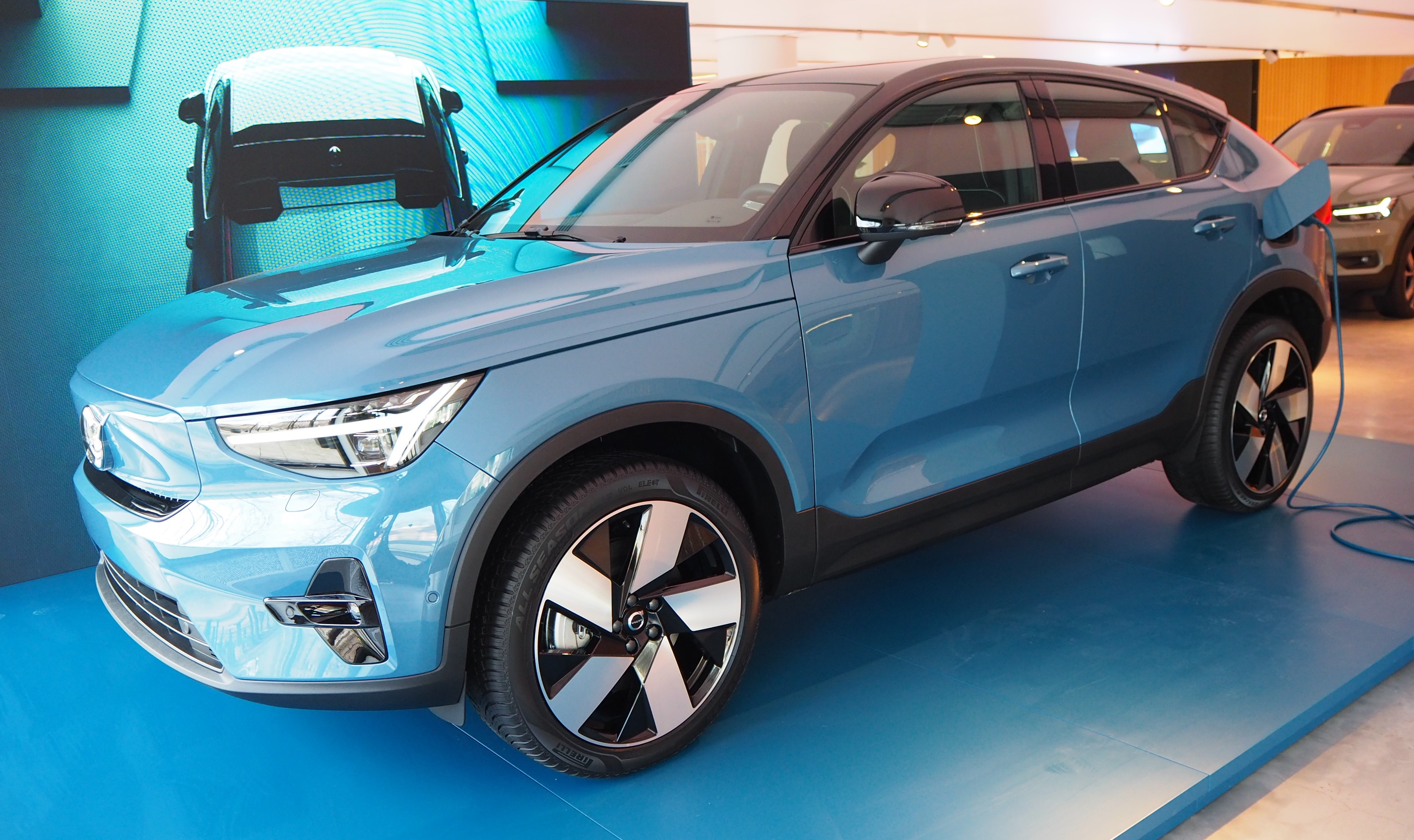
Volvo C40